# Post-adevăr
Post-adevăr este un adjectiv care se referă la sau care este folosit în circumstanțe în care faptele obiective sunt mai puțin influente în formarea opiniei publice decât apelarea la emoție și la convingerile personale. Astfel, adevărul în sens factual contează mai puțin. Utilizarea prefixului „post-” conduce la ideea unui „moment în care conceptul specificat a devenit neimportant sau irelevant”.
Conform profesorului Timothy Williamson, noțiunea în cauză este asociată cu un anumit climat cultural și politic în care există mai puțin respect pentru adevăr, în care oamenilor – mai ales politicienilor – le pasă mai puțin de ceea ce spun și dacă ceea ce spun este adevărat. De asemenea, celor care îi ascultă le pasă mai puțin dacă ce spun ei este adevărat sau nu.
Asemenea circumstanțe au fost întâlnite la începutul secolului XX, atunci când alfabetizarea în masă a făcut din presă principala modalitate  de a ajunge la informație și rezultatul a fost reprezentat de manipularea în masă alături de triumful ideologiei. De asemenea, aceste circumstanțe se întâlnesc din nou în epoca în care locul presei a fost luat de Internet, fără ca garanții factualității să fie încă stabiliți.